# Królowej Jadwigi 5

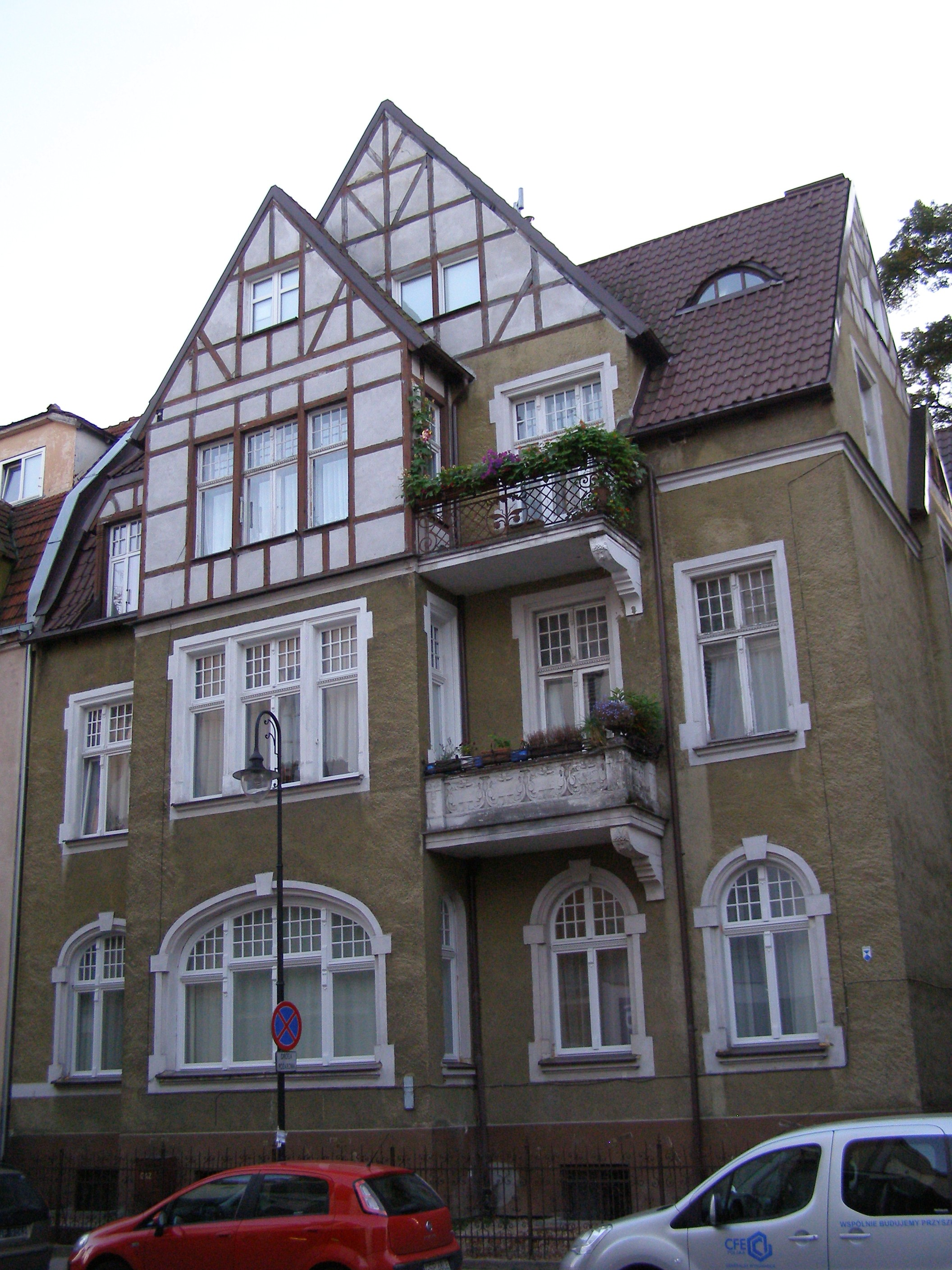
Straßenansicht des Hauses (2011)

Ulica Królowej Jadwigi 5 ist ein denkmalgeschütztes Gebäude im polnischen Sopot (deutsch Zoppot), Woiwodschaft Pommern. Das repräsentative Wohnhaus wurde 1907 im Heimatstil errichtet.

## Geschichte
Die Victoriastraße wurde um 1900 in der Nähe des Kurhauses des aufstrebenden Seebads Zoppot angelegt und von 1906 bis 1914 mit Mietshäusern für das gehobene Bürgertum bebaut. Ursprünglich nach der Kaiserinwitwe Victoria benannt, erfuhr sie 1945 eine Umbenennung in ulica Królowej Jadwigi nach der heiligen Hedwig von Polen. Das Hotel Metropol am Anfang der Straße ist 1945 abgebrannt. 
Das Gebäude wurde 1978 unter Denkmalschutz gestellt und unter der Nummer 637588 in die Denkmalliste der Woiwodschaft Pommern eingetragen. Die fünf benachbarten Gebäude mit den Hausnummern 3, 4, 6, 7 und 9 sind ebenfalls denkmalgeschützt. Das Bauwerk wird weiterhin als Wohnhaus genutzt, ein Teil als Appartements an Gäste vermietet.

## Beschreibung
Das Gebäude ist eine repräsentative zweieinhalbgeschossige Villa im Heimatstil. Der Putzbau zeigt in den beiden Dachgeschossen Fachwerk. Der Grundriss ist unregelmäßig. Dem Zwerchgiebel ist seitlich versetzt ein Standerker mit einem kleineren Giebel vorgesetzt. Im Winkel vor der Rücklage befinden sich zwei Balkone. Die Nordfassade hat dagegen zwei Giebel, der Standerker über dem Hauseingang ist ebenfalls nicht symmetrisch angeordnet und weniger ausgeprägt. Er zeigt einige Jugendstilelemente. Das Gebäude wurde renoviert, das Dach bekam eine neue Eindeckung.